# Philip Sayce
Philip Sayce é um guitarrista, cantor e compositor canadense nascido no País de Gales, que agora reside em Toronto, Ontário, Canadá.

## Primeiros anos
Nascido em Aberystwyth, a família de Sayce se mudou para o Canadá quando ele tinha dois anos e ele cresceu em Toronto. Seus pais, Kenneth e Sheila, ouviam músicas de Eric Clapton, Ry Cooder, Dire Straits, entre outros. O amor pela música de seus pais inspirou seu amor pela guitarra, e ele também tocou piano e trombone por mais de 10 anos. Ele tinha quinze anos quando tocou em sua primeira banda. Sayce e seu melhor amigo, o baterista Cassius Pereira, tocaram em bandas juntos durante o ensino médio, ensaiando em seus porões. O estilo de Sayce é influenciado por Jimi Hendrix e Stevie Ray Vaughan, cuja morte em agosto de 1990 afetou o jovem guitarrista.
Sayce começou a tocar em clubes de Toronto aos 16 anos. Ele rapidamente se tornou uma figura regular no bar de Toronto. Alguns dos clubes frequentados por Sayce foram Grossman's Tavern, The Silver Dollar, Blues on Bellair, The Horseshoe Tavern e Albert's Hall em Toronto, conhecidos por suas jam sessions com artistas como Robbie Robertson, Stevie Ray Vaughan, Bob Dylan e Jeff Healey. Suas outras influências musicais incluem B. B. King, Albert King, Albert Collins, Buddy Guy e Robert Cray. Sayce se juntou à banda de Healey em 1997 e percorreu o mundo por três anos e meio, tocando em lugares como Baden Baden, Alemanha, Brasil, Finlândia e o Festival de Jazz de Montreux, na Suíça.

## Carreira
Sayce rapidamente ganhou notoriedade como guitarrista adolescente através de seus shows regulares em clubes de Toronto, e gradualmente desenvolveu uma sólida base de fãs. Sayce mudou-se para Los Angeles para expandir sua carreira musical. Ele logo fez um show com Uncle Kracker e viajou com ele por dezoito meses. Junto com Uncle Kracker, Philip apareceu no New Year's Rockin' Eve, Regis and Kelly, Tonight Show with Jay Leno e CBS Early Show.
Sayce também escreveu uma música para o curta-metragem de 2002, Cockroach Blue, no qual ele também atuou. Foi produzido e dirigido pelo por Robert Crossman. O filme foi exibido no Festival de Cinema de Woodstock de 2003.
No outono de 2003, Sayce conheceu John Shanks em uma jam session improvisada, em Los Angeles. Uma semana antes, Melissa Etheridge mencionara a Shanks que estava procurando um guitarrista e pensava em tentar alguém diferente. Shanks sugeriu a ela Sayce e, em dezembro de 2003, Sayce se juntou a Etheridge e sua banda em sua Lucky Tour. Sayce também apareceu no CD Lucky de Etheridge e no CD e DVD Lucky Live, lançado em setembro de 2004, Melissa Etheridge Greatest Hits: The Road Less Traveled, lançado em 2005, The Awakening, lançado em 2007 e A New Thought For Christmas, lançado em setembro de 2008. Ele também atuou em "I Need To Wake Up", de Etheridge, no documentário de Al Gore de 2006, An Inconvenient Truth. Sayce apareceu com Etheridge no Academy Awards de 2007, Live Earth em 2007, no Grammy Awards de 2005 como parte de uma homenagem a Janis Joplin (junto com Joss Stone) e na Convenção Nacional Democrata de 2008 em Denver, Colorado.
Sayce lançou seu álbum Peace Machine, na Provogue Records em 2009. Ele lançou um segundo álbum Innerevolution na Europa, em maio de 2010. Em julho de 2010, Sayce auxiliou ZZ Top na Europa e, em dezembro de 2010, ele auxiliou Deep Purple. Sayce lançou os álbuns Ruby Electric (2011) e Steamroller (2012) na Europa e promoveu esses lançamentos com várias turnês pela Europa e no Reino Unido.
Ele se apresentou no Crossroads Guitar Festival de Eric Clapton em 2013, em Nova Iorque, no Madison Square Garden, e foi destaque entre as principais performances do festival pela Premier Guitar.
Sayce assinou contrato com a Warner Music Canada em 2015, depois que o executivo da Warner, Steve Waxman, descobriu a música de Sayce enquanto ouvia músicas no Spotify. Sayce estreou no álbum da gravadora em 7 de abril de 2015, com o lançamento do Influence, e alcançou o top 20 nas rádios de rock do Canadá com sua versão de Ten Years After, "I'd Love To Change the World". Sayce fez uma turnê em apoio ao Influence em 2015, com apresentações no Fuji Rock Festival, no Montreal International Jazz Festival e no Ottawa Bluesfest.

## Discografia

### Solo
- Philip Sayce Group (1996) Hypnotic Records, MCA Records Canada (Canadá)
- Peace Machine (2006) Sayce Song (Europa); reeditado pela Provogue, 2009
- Silver Wheel of Stars EP (2007) (somente digital)
- Silver Wheel of Stars (2007)
- Innerevolution (2010) Edição limitada (CD e DVD) pela Provogue (Europa)
- Ruby Electric (2011) — Provogue (Europa)
- Steamroller (2012) Provogue (Europa)
- Influence (2015) Warner Music Canada (Canadá, Japão)
- Scorched Earth / live at the Silver Dollar Room, Toronto, April 14, 2016 (2016) Warner Music Canada (Canadá)

### Suporte
- Jeff Healey Band — Get Me Some (2000)
- Uncle Kracker — No Stranger To Shame (2002)
- Jeff Healey Band — Live at Montreaux (2005)
- Melissa Etheridge — Lucky Live CD & DVD (2004)
- Melissa Etheridge/Joss Stone — "Cry Baby/Piece of My Heart" (2005) Performance do Grammy Awards
- Melissa Etheridge — The Road Less Traveled (2005)
- Jimmy Barnes — Double Happiness (2005)
- Melissa Etheridge — "I Need to Wake Up" (2006) Canção premiada com o Oscar
- Melissa Etheridge — The Awakening (2007)
- Melissa Etheridge — A New Thought (2008)
- Melissa Etheridge — The Awakening Live DVD (2008)
- Lily Wilson — The Right Time (2008)

## Equipamento
O instrumento favorito de Philip é um Fender Stratocaster branco de 1963 chamado "Mother". Ele também é dono de outro Stratocaster vintage com acabamento em dourado, além de vários outros instrumentos vintage.
Para amplificadores, Sayce usou um Fender Super Reverb vintage, que ele chamou de "meu amplificador favorito", durante grande parte de seus shows ao vivo, além de alguns amplificadores personalizados. Philip quase sempre toca com reverb, afirmando em uma entrevista que "algumas pessoas odeiam reverb, eu adoro isso!". Outros efeitos incluem um Klon Centaur, um tube screamer TS808, vários pedais fuzz e um Clyde McCoy Wah.